# Игриште (Лесковац)
Игриште је насељено место града Лесковца у Јабланичком округу. Према попису из 2022. био је 241 становник.

## Етимологија
Игриште, као стварна именица, у српском језику означава места на коме се игра. Могуће је да су се на овом месту, у далекој прошлости, док Словени нису примили хришћанство, изводиле игре са значењем култне радње. Касније, засељено село, на овом месту добило је име Игриште, то јест задржало име самог локалитета. Многе култне радње, као остатке прастарих религија и магије, и данас живе у народу, па је могуће да су на месту данашњег Игришта, те радње извођене и после примања хришћанства.

## Географија

### Положај
Село Иrриште лежи у врху сушичке области, 18 километара југозападно од Лесковца, кад се иде путем кроз Сушицу, међу бреговима што чине дно Лесковачког мора, на ободу Котлине и у подножју задњих превоја планинског масива Гољака. Оно се, са источне стране, додирује са атаром села Мирошевца и њему гравитира административно. Географски, ово село не припада Поречју у ужем смислу, већ малој области Сушици, која улази у шири појам Поречја.
Са овим селом се излази из ветерничке равни и улази у Сушицу, долину истоимене реке Сушице, једине леве притоке реке Ветернице кад она напусти Пољаницу и Клисуру и yђe у Котлину. У долини ове речице налази се пет сеоских насеља. То су, поред Игришта: Славујевце, Дрводеља, Кукуловце и Шишинце.

### Хидрографија
Игриште се налази на месту где се формира река Сушица од два потока: једног, који извире из Хајдучког кладенца, и другог, чије се извориште налази на потесу Братиновац из Сувог кладенца испод Маркове главе. Воде ова два потока, сједињене у Игриште, теку даље у правцу североистока под именом Сушице. Иако је терен на коме је село Игриште засељено брдовит и висок, изданске воде се нађу, па сељаци овог села копају и бунаре и из њих употребљавају воду за пиће и за остале домаће потребе.

### Земља
Атар овог села има површину од 636 хектара, од чега на обрадиву земљу пада 265 хектара. Под воћњацима је 22 хектара, под пашњацима 72 хектара и под шумом 175 хектара.
Земља села Игришта носи ове називе: Сватовска арница, Равниште, Дуваниште, Долина, Арнаутско гробље, Пален чукар, Танки рид, Росуље, Селишка долина, Ржиште, Пољанска арница, Средња арница, Коњарска долина, Бели камен и Рашитовица. Сви ови потеси су по брежуљцима. Њиве и ливаде су била или стране брежуљака са благим падом и често дебелим слојем xyмyca и глине.

## Историја
Село Игриште се не помиње у повељама српских средњовековних владара које се односе на Дубочицу и Сушицу. То може значити да је оно млађе насеље и да y 14. веку, из кога су периода и ова историјска документа, оно није ни постојало. У тим документима се, међутим, помињу село Сушица и река Сушица.
Према акту цара Душана из 1348. године вероватно је Сушица била лено његовог војсковође и истакнутог властелина Влатка (Вратка), јер је он, за владе Душанове, даровао село Сушицу Цркви хиландарској, а овај њеrов дар цар Душан, као државни поглавар, потврдио 1348. године. Карактеристично у овом документу јесте то да се као међа села Сушице наводи Дубочица („и међа јој Гл‘бочица“). То значи да се мала област Сушица сматрала одвојеном облашћу и да није улазила у појам Немањине Дубочице. Данас се у области Сушице не налази село Сушица, па је Драгољуб Трајковић мишљења, с обзиром да се ово село граничило са Дубочицом, да је то данашње село Шишинце.
Сем овог акта цара Душана, за Сушицу је интересантан и акт Стефана Лазаревића као српског деспота из 1395. године, којим је он, заједно са Својом мајком кнегињом Милицом и својим братом Вуком, поклонио руском манастиру Светом Пантелејмону у Светој Гори „у Гл'бочици … и село Вина с метохом и с међами и забелом и међа забелу тому до реке Сушице и до радонинске међе". Из овог последњег документа произлази да пред крај 14. века село Игриште није постојало, штавише да на том месту није постојало ни неко друго сеоско насеље, јер овај документ помиње реку Сушицу у њеном изворишном делу где се овај крај и сада дoдирује са атаром села Вине. Свакако је та област тада била под шумом-забел, и да је било оно пространо зелено шумско море које је, после продирања Словена у ове крајеве и уништења свих насеља из рновизантинске епохе прекрило бескрајна пространства.
Хан помиње Иrриште и бележи да је 1858. године имало caмо 8 кућа, а Милан Ђ. Милићевић је забележио да је одмах после ослобођења имало 22 пореске главе.
Како је познато да је Игриште под Турцима било засељено Арбанасима, вероватно је Хан побележио арбанашке куће у овом селу. Није вероватно да су оне 22 пореске главе, које је забележио Милићевић, били Арбанаси, јер се зна да су они пред српском војском напустили село и одселили се у области планине Гољака.

## Демографија
У насељу Игриште живи 235 пунолетних становника, а просечна старост становништва износи 41,1 година (39,5 код мушкараца и 43,0 код жена). У насељу има 80 домаћинстава, а просечан број чланова по домаћинству је 3,65.
Ово насеље је у потпуности насељено Србима (према попису из 2002. године), а у последња три пописа, примећен је пад у броју становника.
|             | \| Демографија[1] \| Демографија[1] \| Демографија[1] \| \| Година \| Становника \| Становника \| \| -------------- \| -------------- \| -------------- \| \| 1948. \| 562 \| \| \| 1953. \| 599 \| \| \| 1961. \| 549 \| \| \| 1971. \| 475 \| \| \| 1981. \| 411 \| \| \| 1991. \| 353 \| 351 \| \| 2002. \| 292 \| 297 \| \| 2011. \| 258 \| \| \| 2022. \| 241 \| \| |            |
| Демографија | |            |
| Година      | Становника | Становника |
| 1948.       | 562 |            |
| 1953.       | 599 |            |
| 1961.       | 549 |            |
| 1971.       | 475 |            |
| 1981.       | 411 |            |
| 1991.       | 353 | 351        |
| 2002.       | 292 | 297        |
| 2011.       | 258 |            |
| 2022.       | 241 |            |

| Етнички састав према попису из 2002.‍ | Етнички састав према попису из 2002.‍ | Етнички састав према попису из 2002.‍ | Етнички састав према попису из 2002.‍ | Етнички састав према попису из 2002.‍ |
| ------------------------------------ | ------------------------------------ | ------------------------------------ | ------------------------------------ | ------------------------------------ |
|                                      |                                      |                                      |                                      |                                      |
| Срби                                 | Срби                                 |                                      | 292                                  | 100,0%                               |
| непознато                            | непознато                            |                                      | 0                                    | 0,0%                                 |

| Година пописа     | 1948. | 1953. | 1961. | 1971. | 1981. | 1991. | 2002. |
| ----------------- | ----- | ----- | ----- | ----- | ----- | ----- | ----- |
| Број домаћинстава | 92    | 101   | 91    | 92    | 94    | 85    | 80    |

| Број чланова      | 1  | 2  | 3  | 4  | 5 | 6  | 7 | 8 | 9 | 10 и више | Просек |
| ----------------- | -- | -- | -- | -- | - | -- | - | - | - | --------- | ------ |
| Број домаћинстава | 13 | 12 | 17 | 12 | 9 | 10 | 5 | 2 | 0 | 0         | 3,65   |

| Пол    | Укупно | Неожењен/Неудата | Ожењен/Удата | Удовац/Удовица | Разведен/Разведена | Непознато |
| ------ | ------ | ---------------- | ------------ | -------------- | ------------------ | --------- |
| Мушки  | 128    | 32               | 79           | 17             | 0                  | 0         |
| Женски | 113    | 14               | 80           | 18             | 1                  | 0         |
| УКУПНО | 241    | 46               | 159          | 35             | 1                  | 0         |

| Пол    | Укупно                    | Пољопривреда, лов и шумарство | Рибарство                            | Вађење руде и камена | Прерађивачка индустрија       |
| ------ | ------------------------- | ----------------------------- | ------------------------------------ | -------------------- | ----------------------------- |
| Мушки  | 78                        | 50                            | 0                                    | 0                    | 11                            |
| Женски | 29                        | 28                            | 0                                    | 0                    | 0                             |
| УКУПНО | 107                       | 78                            | 0                                    | 0                    | 11                            |
| Пол    | Производња и снабдевање   | Грађевинарство                | Трговина                             | Хотели и ресторани   | Саобраћај, складиштење и везе |
| Мушки  | 1                         | 3                             | 4                                    | 0                    | 0                             |
| Женски | 0                         | 0                             | 0                                    | 0                    | 0                             |
| УКУПНО | 1                         | 3                             | 4                                    | 0                    | 0                             |
| Пол    | Финансијско посредовање   | Некретнине                    | Државна управа и одбрана             | Образовање           | Здравствени и социјални рад   |
| Мушки  | 0                         | 1                             | 2                                    | 0                    | 1                             |
| Женски | 0                         | 0                             | 0                                    | 0                    | 1                             |
| УКУПНО | 0                         | 1                             | 2                                    | 0                    | 2                             |
| Пол    | Остале услужне активности | Приватна домаћинства          | Екстериторијалне организације и тела | Непознато            | Непознато                     |
| Мушки  | 3                         | 0                             | 0                                    | 2                    | 2                             |
| Женски | 0                         | 0                             | 0                                    | 0                    | 0                             |
| УКУПНО | 3                         | 0                             | 0                                    | 2                    | 2                             |